# Reaktivelement-Effekt
Der Reaktivelement-Effekt (RE-Effekt, REE) charakterisiert eine Reihe positiver Auswirkungen von Reaktivelementen auf die Oxidationsbeständigkeit von hoch chrom- oder aluminiumhaltigen Legierungen und Legierungsschichten bei hohen Einsatztemperaturen.

## Hintergrund
Die Oxidationsbeständigkeit von Hochtemperatur-Legierungen basiert auf den ausnehmend langsamen Dickenwachstumsraten thermisch stabiler Oberflächenoxidschichten und ihrer guten Haftung auf ihrem metallischen Untergrund. Diese günstigen Auswirkungen lassen sich durch Zusätze sowohl von reaktiven Elementen in Legierungen schmelzmetallurgisch erzeugen, als auch von Dispersionen der Oxide reaktiver Elemente als mechanisch legierte Legierungen pulvermetallurgisch herstellen. Im Jahr 1980 haben Whittle und Stringer eine Vielzahl experimenteller Literaturdaten überprüft und trafen die Feststellung, dass fast alle Elemente, die eine höhere Affinität zu Sauerstoff haben als das oxidschichtbildende Element, diese günstigen Auswirkungen zeigen. Sie nannten es den Reaktivelement-Effekt. Die grundlegende Ursache des Effektes konnte dabei nicht ermittelt werden besondere Bedeutung wurde allerdings den verringerten Wachstumsraten der Oxidschichten beigemessen.
Somit zählen als Reaktivelemente hochschmelzende Metalle, die eine höhere Affinität zu Sauerstoff haben als Chrom oder Aluminium. Diese sind insbesondere Yttrium, Zirkonium, Hafnium und Metalle der Seltenen Erden.
Die Basiszusammensetzung der Legierungen besteht dabei vor allem aus den Elementen Eisen, Nickel und Kobalt der 8. Gruppe des Periodensystems. Die Legierungen bilden bei hohen Temperaturen infolge selektiver Oxidation von Chrom und Aluminium bereits schutzschichtbildende Oxide aus Aluminiumoxid (Al2O3) und Chrom(III)-oxid (Cr2O3) aus; doch erst durch dosierte Beigaben von Reaktivelementen werden die vorteilhaften Eigenschaften der Oxidschichten fundamental verstärkt. Die Konzentration an Reaktivelementen liegen zwischen weniger als 0,05 bis 0,5 Prozent. Der Reaktivelement-Effekt ist in den 1930er Jahren entdeckt und im Jahre 1937 patentiert worden.
Die Hochtemperaturlegierungen, deren positive Eigenschaften dank der Dotierungen mit Reaktivelementen unerlässlich geworden sind beim Einsatz als elektrische Heizleiter, als Leit- und Laufschaufeln in den Gasturbinen der Luftfahrzeuge und für die fossile Energieerzeugung sowie maritime Güterbeförderung, betreffen im Wesentlichen folgende Zustände:
- Reduzierung der Wachstumsgeschwindigkeit der schutzschichtbildenden Oxide aus Aluminiumoxid (Al2O3) und Chrom(III)-oxid (Cr2O3) auf den Legierungen während ihres Einsatzes in heißen korrosiven Atmosphären
- Verbesserung der Haftfestigkeit der Oxide auf ihren Substraten
- Verlängerung der Lebensdauern und Standzeiten
- Verbesserung der Temperaturwechselbeständigkeit
- Verbesserung der Selbstheilungskräfte verletzter Oxidschutzschichten
- Mobilisierung der selektiven Oxidation von Aluminium und Chrom sowie die Hemmung der Entstehung nichtschützender Oxidverbindungen.

Unter Einsatz energiedispersiver Röntgenanalysemethoden zur Bestimmung signifikanter lokaler Anreicherungen in Oxidschichten wurden Daten gewonnen, die als Grundlage für die Ursachenfindung des Reaktivelement-Effektes geboten waren. Undotierte und mit Reaktivelementen dotierte Proben wurden zuvor systematisch zeitlich begrenzt oder bis zum Versagen der oxidischen Schutzschichten hohen Temperaturen ausgesetzt. Die Oxidationsexperimente erfolgten zudem unter zyklischer Temperaturführung, um damit auch dem Anspruch an eine hohe Temperaturwechselbeständigkeit nachzukommen.
Die Daten der erzielten Standzeiten der Proben und Konzentrationen von Reaktivelementen in lokalen Anreicherungen innerhalb der Oxide wurden miteinander in Beziehung gesetzt. Die gemessenen Akkumulierungsraten an Reaktivelementen in den lokalen Anreicherungen deuteten auf diffusionsgesteuerte Transportreaktionen hin.
In Hinblick auf diesen Wirkungszusammenhang, der zwischen Standzeiten bei hohen Temperaturen und Konzentrationen an akkumulierten Reaktivelementen besteht, erkannte Fritscher im Jahr 2020, dass diese numerische Abhängigkeit mit den strengen thermodynamischen Berechnungen für bestimmte Fehlordnungstypen in Oxidgittern übereinstimmt.
Dieser Zusammenhang wird von Oxiden des Schottky-Typs in Form der Sesquioxide erfüllt. Somit sind diffusionsgesteuerte Transportvorgänge über Punktdefekte im Oxidgitter für die positiven Auswirkungen des Reaktivelement-Effektes entscheidend.
Letztlich beruhen die positiven Eigenschaften der Reaktivelemente bei hohen Temperaturen auf dem geregelten Transport von Sauerstoffionen durch die schutzschichtbildenden Oxide aus Al2O3 und Cr2O3 hindurch zur Keimstelle des Oxidwachstums auf der Substratlegierung. Die Voraussetzungen der „geregelten“ Sauerstoffdiffusion resultieren einerseits aus dem nahezu perfekt stöchiometrischen Aufbau dieser Sesquioxide von Metall- und Sauerstoffionen zueinander und ihrem Verharren auf festen Gitterplätzen. Andererseits ist die Anwesenheit punktueller beweglicher Gitterdefekte eine notwendige Voraussetzung für den Materietransport beim Oxidwachstum. Die maßgebende Art der Gitterdefekte sind Gitterleerstellen. Sie liegen paarweise als Anionen- und Kationenleerstellen im Kristallgitter vor. Dieser Gitterfehler-Typ wird als Schottky-Defekt beschrieben. Darin „springen“ Anionen und Kationen von Leerstelle zu Leerstelle; demzufolge entstehen entgegengesetzte Ströme von Materieteilchen und Leerstellen.
Die Stärke dieser Diffusionsströme beruht auf zwei Stellgrößen; sie betreffen die Temperatur und die Anzahl der Leerstellen. Steigende Temperaturen aktivieren die „Sprungfrequenz“ der Ionen; dadurch schwellen die Diffusionsströme der Ionen und der Leerstellen an. Die Konzentration an Gitterleerstellen im Oxidgitter ist hingegen, konstante Temperaturen vorausgesetzt, eine variable Größe. Zwischen der Konzentration der Gitterleerstellen im Oxid und dem (zuvor vom jeweiligen Reaktivelement und seiner Dosierung und ferner von den weiteren Legierungsgehalten abhängigen) Sauerstoffgehalt der Substratlegierung herrscht eine chemisch-thermodynamische Gleichgewichtsbeziehung. Dies bedeutet: Je niedriger der Sauerstoffgehalt, umso geringer ist die Konzentration an Gitterleerstellen.
Sind bereits geringe Mengen der stark sauerstoffaffinen Reaktivelemente in den Legierungen deponiert, so koppelt der darin gelöste Sauerstoff entsprechend stark an diesen Reaktivelementen an; im Gegenzug nimmt der freie Sauerstoffgehalt der Legierungen wirksam ab. Demzufolge sinkt die Gitterleerstellenkonzentration, und die Diffusionsvorgänge im Oxidkristallgitter sinken entsprechend ab. Folglich verlangsamt sich das Oxidwachstum von Al2O3 und Cr2O3 erheblich. Dementsprechend schont dies die für das Oxidwachstum erforderliche Legierungsreserve an Chrom und Aluminium. Dadurch verlängern sich die Lebensdauern und Standzeiten dieser Schutzschichten auf ein Vielfaches. Gleichzeitig wird die Bildung nichtschützender Oxidverbindungen unterbunden. Die übrigen positiven Auswirkungen des Dotierens mit Reaktivelementen treten gleichfalls in Aktion.

## Belege
1. ↑  Georg Kunschert: Hochtemperatureigenschaften einer ODS-Fe26Cr Legierung zum Einsatz als Interkonnektor in einer SOFC-APU. Dissertation Technische Universität Darmstadt. 2009, S. 25 (tu-darmstadt.de [PDF]).
2. ↑  D. P. Whittle, J. Stringer: Improvements in high temperature oxidation resistance by additions of reactive elements or oxide dispersions. In: Philosophical Transactions of the Royal Society of London. Series A, Mathematical and Physical Sciences. Band 295, Nr. 1413, 7. Februar 1980, S. 309–329, doi:10.1098/rsta.1980.0124.
3. ↑  Patent  GB459848: Angemeldet am 9. Mai 1935, veröffentlicht am 11. Januar 1937, Anmelder: Leonard Bessemer Pfeil, William Thomas Griffith.‌
4. ↑  Klaus Fritscher: The mechanisms of controlling FCT life and failure mode of Ni-based EBPVD YSZ thermal barrier coatings via the effects of both substrate elements and reactive element doping. In: SN Applied Sciences. Band 2, Nr. 12, 5. Dezember 2020, S. 2158, doi:10.1007/s42452-020-03938-x.